# Холинолитические побочные эффекты
Холинолитические (антихолинергические) побочные эффекты — побочные явления, присущие лекарственным средствам с холинолитическим (антихолинергическим) действием, то есть способностью препятствовать взаимодействию нейромедиатора ацетилхолина с холинорецепторами. Эти побочные явления присущи как холинолитикам, то есть препаратам, основным свойством которых является антихолинергическое действие, так и некоторым другим препаратам: например, некоторым нейролептикам (хлорпромазин, перициазин, клозапин и др.) и некоторым антидепрессантам (в том числе трициклические антидепрессанты).
К холинолитическим побочным эффектам относятся затруднённое мочеиспускание (атония мочевого пузыря), запоры (атония кишечника), сухость во рту, нечёткость зрения (нарушения аккомодации глаза), двоение в глазах, мидриаз, «сухой» конъюнктивит, повышение внутриглазного давления (с риском развития острых приступов закрытоугольной глаукомы), уменьшение потоотделения, тахикардия, ахалазия пищевода, угнетение перистальтики кишечника, расстройства эякуляции и нарушение эрекции (у мужчин), аноргазмия (у женщин), нарушения акта глотания, головокружение. Центральное антихолинергическое действие проявляется нарушением внимания, памяти, общим торможением ЦНС. Возможны сонливость, спутанность сознания, развитие делирия, развитие антихолинергического синдрома. 
Для предотвращения тяжёлых побочных действий следует избегать применения препаратов с выраженным холинолитическим действием у больных глаукомой (из-за возможности повышения внутриглазного давления) и простатитами (вследствие возможного усиления задержки мочи), а также у больных из группы риска развития делирия (к этой группе риска относятся пожилые пациенты, пациенты с сосудистой патологией и органическими поражениями ЦНС). Кроме того, у пациентов, страдающих закрытоугольной формой глаукомы, препараты с антихолинергической активностью, вызывая мидриаз, могут тем самым привести к отслоению сетчатки.  
В редких случаях при приёме средств с холинолитической активностью возможно развитие калового завала, кишечной непроходимости и функциональной обструкции мочевого пузыря. Нераспознанная кишечная непроходимость может привести к смерти. Из-за расстройств терморегуляции, вызываемых средствами с антихолинергической активностью, в жаркую погоду возможен тепловой удар.
Высказывается также мнение, что блокада М1-холинорецепторов, обусловленная приёмом некоторых атипичных антипсихотиков, может приводить к развитию дислипидемии и как следствие — к диабету и атеросклерозу.
У пожилых пациентов препараты с антихолинергическим эффектом могут повышать риск деменции.
При отмене некоторых средств с холинолитической активностью возможно развитие синдрома отмены (так называемый синдром холинергической «отдачи»), проявляющегося гриппоподобными симптомами, бессонницей, возбуждением, спутанностью, тревогой, тошнотой, рвотой, диареей, экстрапирамидными расстройствами.
Холинолитики могут вызывать эйфорию, психотомиметический и галлюциногенный эффекты. В наркологической практике часто встречается злоупотребление холинолитиками — так, существует понятие циклодоловой наркомании (возникающей при злоупотреблении используемым в психиатрической практике циклодолом — корректором побочных эффектов нейролептиков).
Эйфория, вызываемая циклодолом, возникает после приёма многократно увеличенной дозы, однако в отдельных случаях может возникать даже при приёме терапевтической дозы этого препарата. При передозировке у лиц, злоупотребляющих циклодолом, возникает интоксикационный психоз, проявляющийся галлюцинациями, дезориентировкой, возбуждением.
После 10—15-кратного приёма циклодола в течение 1,5—2 месяцев в дозах, вызывающих наркотический эффект, наблюдается сформировавшееся влечение к препарату, начинает расти толерантность; при длительном приёме развиваются когнитивные расстройства, неврологические нарушения, общая слабость, дисфория и др.